# NK Višnjan 1957
NK Višnjan 1957 je nogometni klub iz Višnjana. Prvotno je osnovan 1957. godine. 
U sezoni 2020./21. se se natjecali u 2. ŽNL Istarskoj i završili na 11. mjestu (od 14).